# Трабзон (вилајет)
Трабзон (тур. Trabzon ili) је вилајет у Турској. Популација вилајета износи 25.066 становника. Административни центар вилајета је град Трабзон.